# Halfdan (floruit 782-807)
Halfdan (fl. 782-807) fu un'importante personalità tra i Dani, e il primo scandinavo conosciuto a essere entrato al servizio dei Franchi.

## Biografia
L'onomastica lo lega alla famiglia reale danese, dato che il nome "Halfdan" era comunemente impiegato in quell'ambito, sia in tempi più recenti (come attestato dagli Annali di Fulda nell'anno 873) che per quanto riguarda la loro discendenza leggendaria. 
Halfdan fu l'inviato di re Sigfred alla corte dell'imperatore franco Carlo Magno nel 782, come registrato nella cronaca dei Franchi intitolata Annales Regni Francorum. Un anonimo poeta sassone pregava Carlo Magno in versi epici latini citando Halfdan nell'anno 807:
Nonostante il poeta sassone abbia scritto molto più tardi in quel secolo, il suo poema è generalmente basato su fonti attendibili come gli Annales regni Francorum, e questa parte deriva probabilmente da una fonte precedente ormai perduta. Non ci sono citazioni di Halfdan dopo l'807, e probabilmente morì non molto dopo, forse era già vecchio a quel tempo. Non si ha traccia di una possibile conversione di Halfdan al cristianesimo, né di terre o feudi a lui assegnati, ma suo figlio Hemming si convertì e, quando lo fece, stava probabilmente governando la Frisia nell'837. È possibile che il feudo della Frisia sia stato ereditato dal padre. Se l'identificazione di Hemming come figlio di Halfdan è corretta, allora Halfdan era anche il padre di Anulo, Harald Klak e Reginfrid; tutti loro furono, per brevi periodi, co-regnanti di Danimarca. 